# 色季拉山隧道
色季拉山隧道位于川藏铁路鲁朗站和林芝站之间，横穿尼洋河与帕隆藏布的分水岭色季拉山，全长37,965米，是该线的第二长隧道。